# Вулиця Довженка (Житомир)
Вулиця Довженка — вулиця в Корольовському районі міста Житомира. Названа на честь відомого українського кінорежисера-кінодраматурга та письменника Олександра Довженка, який деякий час жив у будинку, розташованому саме на цій вулиці під час свого перебування у Житомирі.

## Місцерозташування
Вулиця Довженка бере свій початок від вулиці Івана Мазепи та закінчується у кутку поблизу Старообрядницького кладовища. Довжина — 2,1 км. Від вулиці Довженка беруть свій початок Провіантський провулок та вулиця Князів Острозьких. Перетинається вулиця Довженка також з вулицями Святослава Ріхтера та Великою Бердичівською. Вулиця розташована у місцевостях Путятинка (від початку до Великої Бердичівської вулиці) та Російська Слобідка (від Великої Бердичівської вулиці до кінця вулиці). Також частина вулиці між вулицями Івана Мазепи та Великою Бердичівською, відома раніше як Провіантська вулиця, є однією з таких, що пролягає у Старому місті, розпланованому та сформованому до початку XX століття. Складається з двох частин, що тривалий час розвивалися окремо та з'єднувалися на перехресті з Великою Бердичівською вулицею.

## Історичні відомості
Частина нинішньої вулиці Довженка з вулиці Івана Мазепи до вулиці Великої Бердичівської виникла в результаті втілення в життя генерального плану 1850-х років та тривалий час мала назву Провіантська — з причини розташування неподалік, в районі Путятинського майдану в середині ХІХ ст. провіантських (продовольчих) складів. Ще до середини XIX століття вулиця являла собою путівець, що з'єднував Левківську дорогу (сучасна вулиця Корольова) з Путятинським майданом. У другій половині XIX ст. вулиця почала забудовуватися міщанськими садибами у нинішній конфігурації, що повторює паралельні вулиці Івана Кочерги та Бориса Тена, Івана Франка та Дмитрівську, а також Шевченка та є перпендикулярною до перетинаючих її вулиць Святослава Ріхтера та Великої Бердичівської (усі наведені назви сучасні).
Тим часом, частина вулиці від Великої Бердичівської вулиці до свого кінця біля Старообрядницького кладовища та мала назву вулиця Російська Слобідка, являє собою частину старої дороги на Пряжів та у середині XIX ст. була заселена старообрядцями-пилипонами, яких було переселено з району нинішньої Михайлівської вулиці.
У 1956 році вулицям Російська Слобідка та Провіантська надано назву на честь Олександра Довженка, який проживав під час свого перебування у Житомирі саме на цій вулиці, у садибі № 8. Змінено також нумерацію будинків на протилежну. 
У 1960-х, 1970-х роках у районі Російської Слобідки розпочалося будівництво багатоквартирних житлових будинків, внаслідок чого колишня вулиця Російська Слобідка була розрізана на дві частини в районі Старообрядницького кладовища. Одній з частин залишено історичну назву — вулиця Російська Слобідка.
Садибний характер забудови, що історично склався на вулиці Довженка, зберігся частково. У 1986 році задля будівництва панельного багатоквартирного будинку (наразі під № 39-41) було знесено садиби № 21-41 (у тому числі будинок № 35 (№ 8 до зміни нумерації), у якому проживав Олександр Довженко). У частині вулиці Довженка південніше перехрестя з Великою Бердичівською вулицею збереглося лише декілька садиб XIX сторіччя.

## Транспорт та інфраструктура

### Транспорт
Вулиця Довженка є двосмуговою (по одній смузі у кожному напрямку), вкрита асфальтним покриттям. На відрізку вулиці від перехрестя з вулицею Святослава Ріхтера до перехрестя з вулицею Івана Мазепи курсує маршрутне таксі № 147 (до 2017 року — № 47). Вздовж вулиці розташовані дві зупинки на вимогу.

### Установи та організації
- № 11 — Житомирський дошкільний навчальний заклад № 57;
- № 41/69 — відділення Укрпошти «Житомир-2» (10002);
- № 45 — Головне Управління Держгеокадастру у Житомирській області.

На розі вулиць Довженка та Велика Бердичівська ще наприкінці 1990-х років утворився вечірній ринок, що згодом, у 2007 році, виріс у торговельний комплекс «Радуга». Трохи згодом поруч з'являється ТЦ «Тріумф». У цьому районі розташовані також магазини продуктової та побутової груп, офіси компаній, аптеки, магазини квітів і т. д.